# ماساشي كواكامي
ماساشي كواكامي (مواليد 23 فبراير 1972) هو ملاكم ياباني، مثّل بلاده في الألعاب الأولمبية الصيفية 1992.

## روابط خارجية
ماساشي كواكامي على موقع أوليمبيديا (الإنجليزية)